# وسترن یونیون (فیلم)
وسترن یونیون (انگلیسی: Western Union) فیلمی به کارگردانی فریتس لانگ است که در سال ۱۹۴۱ منتشر شد.

## بازیگران
- رابرت یانگ
- راندولف اسکات
- دین جاگر
- جان کارادین
- اسلیم سامرویل
- چیل ویلز
- فرانسیس فورد
- بارتون مک‌لین
- چارلز میدلتون
- مینور واتسون
- راسل هیکس
- ویرجینیا گیلمور
- جرج چندلر
- هَنک بل
- فرانک اِلیس